# Réserve écologique de Mont-Saint-Pierre

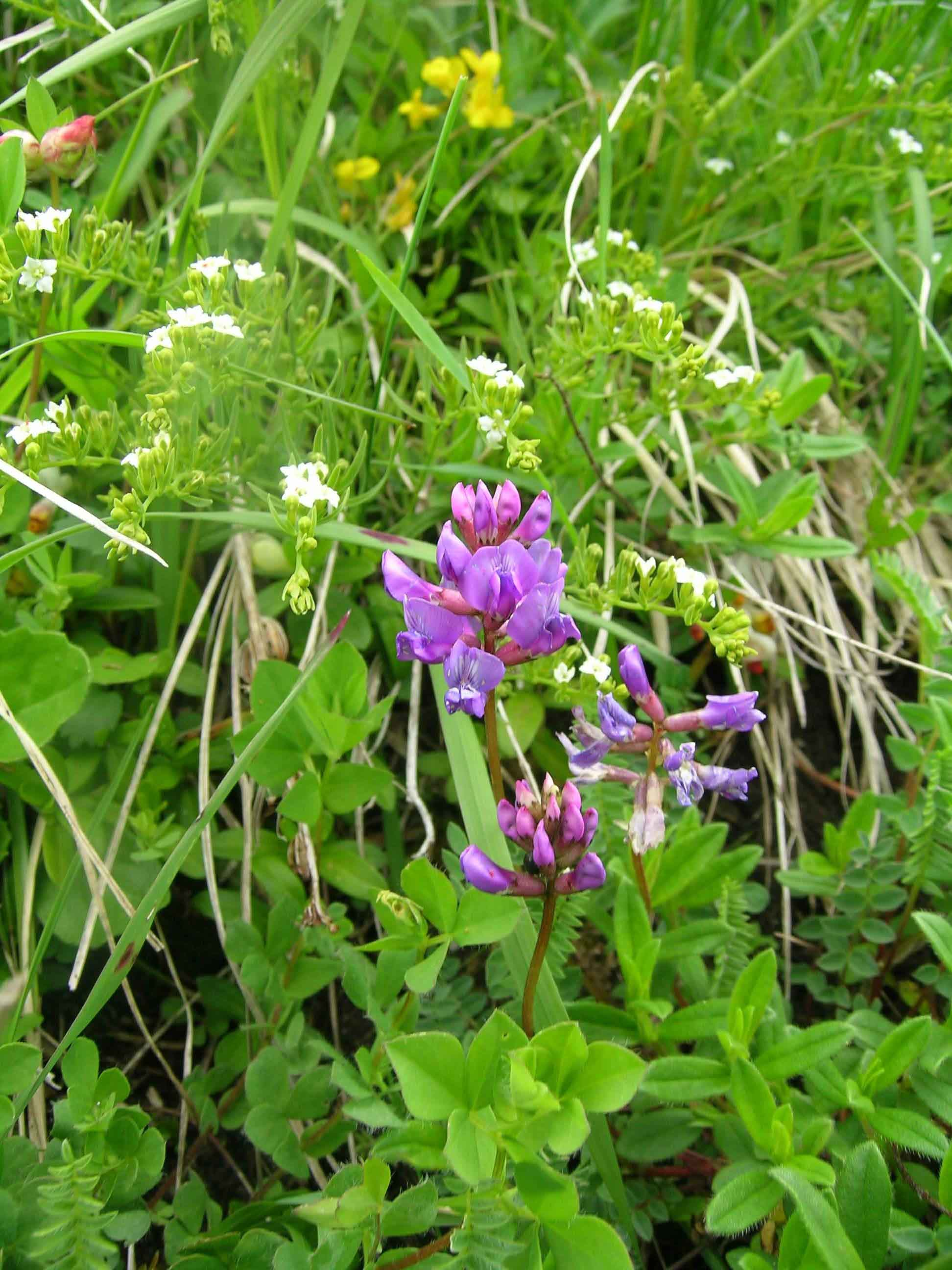
Astragalus australis aus der Familie der Hülsenfrüchtler, zu der heute der überaus seltene Astragalus scupulicola gerechnet wird

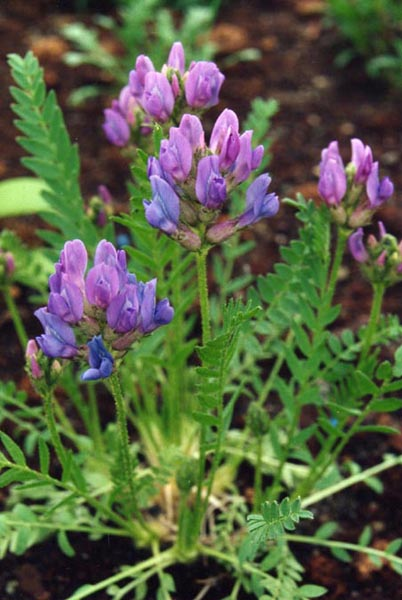
Oxytropis viscida

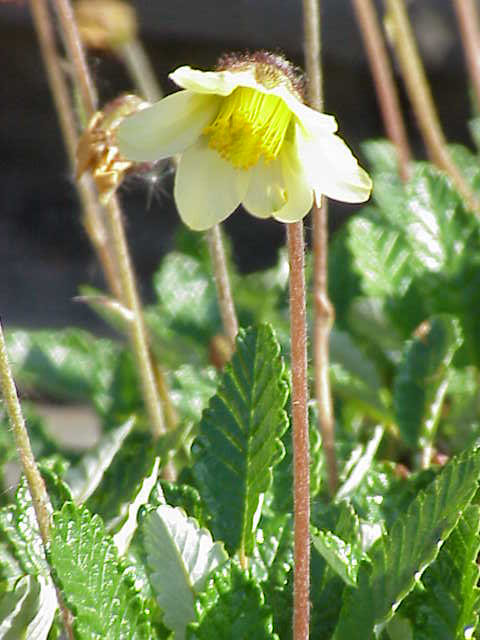
Dryas drummondii

Die Réserve écologique de Mont-Saint-Pierre ist ein im Jahr 2001 eingerichtetes, 643 ha großes Schutzgebiet im Süden der kanadischen Provinz Québec, in der regionalen Grafschaftsgemeinde La Haute-Gaspésie in der Region Gaspésie. Es liegt nahe bei Mont-Saint-Pierre im  Tal des Flüsschens Rivière de Mont-Saint-Pierre.

## Geologie, Klima
Das Gebiet schützt die auf Felsgrundlagen des Ordoviziums und nacheiszeitlichen Ablagerungen entstandenen und auf Grauwacke und Geschiebemergel basierenden Geröllhalden an den steilen Hängen des Tals. Hier werden Verwitterungsprozesse des Untergrunds, ausgetrocknete Flussläufe, die Bewegung von Sandsteinblöcken, Gleitbewegungen auf Schnee und Eis und oberflächliche oder Untergrunderdrutsche beobachtet.
Die Temperatur auf Meeresniveau liegt hier im Durchschnitt bei 3 °C, erreicht aber im Juli 20, im Januar −13,8 °C. Von den 1000 mm Niederschlag pro Jahr fällt etwa ein Drittel als Schnee zwischen Mitte Oktober und Ende April. Dabei fallen zusätzlich in dieser Zeit 20 mm Regen pro Monat. Meist als Nordwestwind, häufig aber auch als Ostwind über das Land streichend werden häufig Geschwindigkeiten von mehr als 100 km/h erreicht. Während im Tal gelegentlich 55 cm Schnee liegen, sind weiter oberhalb 3 m, manchmal sogar 4 m keine Seltenheit. Dort liegen 1 bis 1,5 m Schnee, die bis Ende Mai tauen.

## Flora
Oberhalb der Hänge liegt ein Plateau, wo Gelb-Birke (Betula alleghaniensis) und Papier-Birke (Betula papyrifera) vorherrschen, ebenso wie Balsam-Tanne (Abies balsamea) und Abendländischer Lebensbaum (Thuja occidentalis). In den höher gelegenen Gebieten finden sich dichte und gedrungene Inseln von Thuja, die, wie man in Québec sagt, als „Krummholz“ bezeichnet werden. Sie lassen die Kraft der überaus starken Winde greifbar werden. Dort ist der Wald allerdings auf dem Rückzug. Dabei spielen Schnee- und Steinlawinen eine erhebliche Rolle. So fanden seit den 1950er Jahren mitunter 30 m breite und 200 m lange Erdrutsche statt, die 6000 m² Wald zerstörten.
Dass in diesem Gebiet eine Vielzahl seltener Pflanzen wächst, stellte bereits in den Jahren 1923 und 1927 der Botaniker Merritt Lyndon Fernald (1873–1950) von der Harvard-Universität fest. Doch erst 1974 wurde vorgeschlagen, ein Schutzgebiet einzurichten, und es dauerte weitere 27 Jahre, bis das Gebiet unter strengen Schutz gestellt wurde.
Auslöser war das Schicksal einer einzelnen Pflanzenart. Im Park stehen etwa drei Fünftel der Québecer Bestände von Astragalus scupulicola, die heute zu Astragalus australis gerechnet wird, während man sie zuvor für eine endemische Art hielt. Dabei handelt es sich um eine der 1600 bis 2500 Arten der Gattung Tragant (Astragalus), die wiederum der Unterfamilie der Schmetterlingsblütler innerhalb der Familie der Hülsenfrüchtler angehört. Sie ist überaus selten. Sie findet sich in Québec nur an drei Standorten, in Ontario an einem, in Manitoba an dreien. Ansonsten kommt sie nur im Westen Nordamerikas vor. In Québec ist ein Standort am Ottawa bekannt, zwei am Lac Témiscamingue und fünf am Mont Saint-Pierre; insgesamt handelt es sich nur um etwa 3000 Exemplare. Von den 1500 bis 2000 Exemplaren am Mont Saint-Pierre stehen wiederum 90 % im Schutzgebiet. Früher wurde die Pflanze häufig gepflückt und daher findet sie sich allein in 50 Herbarien in der Provinz Québec. Seit 1992 befindet sie sich auf der Liste der stark gefährdeten Arten.
Zu den seltenen Pflanzen gehören aber auch Oxytropis viscida (engl. sticky locoweed), dann Erigeron compositus aus der Gattung der Berufkräuter oder die Silber-Ölweide (Eleagnus commutata), die hier chalef argenté heißt. Begleiter von Astragalus sind häufig die Eschen- oder Labradorrose (Rosa blanda), die Rundblättrige Glockenblume (Campanula rotundifolia), Premanthes trifoliolata, das zu den Korbblütlern zählt, Prunus pumila var. depressa (engl. Eastern sandcherry), eine Sandkirsche, schließlich Dryas drummondii, eine Art aus der Gattung der Silberwurzen, die nur in Nordostasien und Nordamerika vorkommt.